# Житніков Ярослав Володимирович
Яросла́в Володи́мирович Жи́тніков (нар. 30 серпня 1982 — 4 липня 2016) — лейтенант Збройних сил України, учасник російсько-української війни.

## Життєпис
Народився 1982 року в місті Торез Донецької області, закінчив загальноосвітню школу. Мешкав в місті Лозова Харківської області; працював у Лозівській дистанції сигналізації та зв'язку (Південна залізниця), також був профспілковим організатором цеху.
У травні 2015 року мобілізований; служив командиром взводу 53-ї окремої механізованої бригади. Брав участь в боях на сході України.
4 липня 2016 року під час мінометного обстрілу позицій підрозділу зазнав важкого поранення в груди. Разом з ще двома пораненими був доставлений до шпиталю, де помер після операції.
6 липня 2016 року похований на Центральній алеї кладовища у місті Лозова.
Без Ярослава лишились мати, дружина та 10-річна донька.

## Нагороди та вшанування
- указом Президента України № 476/2016 від 27 жовтня 2016 року «за особисту мужність і високий професіоналізм, виявлені у захисті державного суверенітету та територіальної цілісності України, вірність військовій присязі» — нагороджений орденом Богдана Хмельницького III ступеня (посмертно)[1]